# Eechelsbarrière
Eechelsbarrière – mała miejscowość (lieu-dit) w południowo-zachodnim Luksemburgu, w gminie Hobscheid, w kantonie Capellen. Do 3 października 2015 leżała w dystrykcie Luksemburg.